# Carlos Pintado
Carlos Pintado (L'Havana, 1974) és un poeta i escriptor d'origen cubà que va emigrar als Estats Units.

## Biografia
Graduat en llengua i literatura anglesa el 1996 a l'Institut Superior Pedagògic de Pinar del Río. Va rebre el Premi Internacional de Poesia Sant Jordi, el 2006 a Espanya pel seu llibre Autoretrat en blau. Poemes, contes i articles seus han estat traduïts a l'anglès, alemany, turc, italià i francès, i han aparegut en diverses antologies i revistes, entre aquestes: Davant del mirall (Poesia Iberoamericana, Fundació Inquietud Europea, Madrid, 2008), Adéu (Madrid, 2006), Toc d'alerta a Trocadero 162 (Ed. Duana Vella, Madrid, 2008), Una veu en l'abisme (Perú, 2007), Col·lecció de poesia (Editorial Ego group, Inc, Miami), Antologia de la poesia cubana de l'exili (Duana Vella, Espanya, 2011) i en revistes com Blancomóvil, Focusing, 13trenes, Parteaguas, La Habana Elegante, Baquiana, Linen magazine, Arte libertino, La Zorra y el Cuervo o Zafra Lit, per citar-ne algunes d'Espanya, Cuba, Turquia, Mèxic, Alemanya, Perú, Argentina i Estats Units.
El 2010, el South Beach Music Ensemble va estrenar per diversos estats d'Amèrica del Nord el "Quintet sobre els poemes de Carlos Pintat", quintet de piano i cordes sota la direcció de la compositora estatunidenca Pamela Marshall. L'autor ha estat un dels convidats a participar com a artista en la Nit Blanca o Sleepless Night al costat de diversos músics i artistes nord-americans de reconeguda trajectòria artística. Carlos Pintado és cap de redacció de la revista literària La Zorra y el Cuervo.

## Obres
- La seducción del Minotauro (contes, 2000)
- Autorretrato en azul (poesia, 2006)
- Los bosques de Mortefontaine (poesia, 2007)
- Habitación a oscuras (poesia, 2007)
- Los nombres de la noche (poesia, editorial Bluebird Editions, 2008)
- El azar y los tesoros (poesia, 2008)
- El árbol rojo (haikus)
- Rimas tropicales (cantades pel San Francisco Girls Chorus i musicades per Tania León)
- Ídolos del sueño (peça per a soprano, clarinet, violí, violoncel i piano, estrenada el 2011 pel mundialment conegut CONTINUUM al Kaufam Center de Nova York).
- Quintet sobre els poemes de Carles Pintado (quintet de piano i cordes sota la direcció de la compositora estatunidenca Pamela Marshall i Michael Andrews interpretat pel South Beach Music Ensemble).
- El unicornio y otros poemas (antologia personal, editorial Ruinas Circulares, 2011)
- Taubenschlag (Editorial Capiro, Santa Calra, Cuba, 2015)
- La sed del último que mira (Sudaquia Editores, New York, 2015)

## Col·laboracions
Una selecció de la seva poesia amb el títol de Rimas tropicales es va estrenar el juny del 2011 pel San Francisco Girls Chorus, grup guanyador de 5 premis Grammy, diversos ASCAP Awards i del prestigiós Margaret Hillis Award, agrupació que va ser convidada a la cerimònia d'inauguració de la presidència de Barack Obama a la Casa Blanca i que ha estat reconeguda per més de 30 anys com una de les millors en el seu gènere al món. Les Rimas Tropicales de Carlos Pintado van ser musicades especialment per Tania Leon, una de les compositores i directores més admirades i respectades en el món de la música culta contemporània, membre de l'Acadèmia d'Arts i Lletres Americanes i qui ha col·laborat amb importants premis Nobel i Pulitzer de literatura com Wole Soyinka (Premi Nobel 1992), Derek Walcott (Premi Nobel 1992), John Ashbery (Premi Pulitzer 1976), Rita Dove (Premi Pulitzer 1987), Margaret Atwood (Booker Prize 2000 i Premi Príncep d'Astúries de les Lletres 2008) entre d'altres.
Una selecció dels seus poemes amb el títol d'Ídolos del sueño va ser musicada per Ileana Pérez-Velázquez per a soprano, clarinet, violí, violoncel i piano, i estrenada el 2011 pel mundialment conegut CONTINUUM, al Kaufam Center de Nova York.
Carlos Pintado ha participat amb els importants músics cubans Gema i Pavel en múltiples presentacions, amb l'estrella internacional Francisco Céspedes, i amb l'actor i escultor Michel Hernández va realitzar el projecte de fusió de poesia i escultura "La invenció dels sentits", que forma part del catàleg Espai Obert del Centre Cultural Espanyol de Miami, i va col·laborar en el projecte Free Soul Dance Company dirigit per Belma Suazo i l'actor cubà Francisco Gattorno. Articles seus han aparegut a la revista Vogue en castellà.